# Urechis caupo
Urechis caupo (uofficielt kaldet penisfisk i danske medier) er en ledorm som lever på lavt vand i havet ud for Nordamerikas vestkyst i U-formede tunneler i sedimentet på havbunden.

## Beskrivelse
Urechis caupo er en buttet, usegmenteret lyserød orm. Den er typisk 20 cm lang, men kan blive op til 50 cm. Der er et par setae (børstehår) på den ventrale side af ormens forende og en karakteristisk ring på omkring ti setae omkring anus på bagenden. Der er en kort snabel.

## Udbredelse og habitat
Ormen lever i lavt vand i det nordøstlige Stillehav. Dens udbredelsesområde strækker sig fra det sydlige Oregon i USA til det nordlige Baja California i Mexico. Den lever i tunneler i mudret sand i den nedre del af tidevandszonen og på lavt vand neden for tidevandszonen.
Lejlighedsvist kan tusinder af disse orme skylle op på strandene i det nordlige Californien. En sådan stranding skete 6. december 2019 på Drake's Beach nær Point Reyes. Det var sandsynligvis forårsaget af et stormvejr som havde forstyrret ormenes tunneler.

## Økologi
Ormen er sedimentæder og skaber U-formede tunneler i det bløde sediment i havbunden. Når den spiser, trykker den en ring af kirtler forrest på snabelen imod tunnelvæggen og udskiller slim som klæber til tunnelvæggen. Ormen fortsætter med udskille slim mens den bevæger sig baglæns i tunnelen og skaber et net af slim. Ormen trækker vand gennem sin tunnel med peristaltiske bevægelser af kroppen, og når vandet passerer gennem nettet, hænger madpartikler fast i det. Når det samlet nok mad i nettet, bevæger ormen sig fremad i tunnelen og sluger nettet og opsamlede mad. Processen gentages, og i områder med meget detritus kan den udføres på få minutter. Piller af fæces ophober sig rundt om ormens anus, og ormen sammentrækker periodisk med en pludselig bevægelse sin krop så en strøm af vand fra anus skyller pillerne og løst sediment fra røret op på havbunden hvor de danner små ophobninger på sandet.
Store madpartikler bliver forbigået og efterladt i tunnelen hvor de bliver spist af mange forskellige kommensale organismer som også lever i tunnelen. På grund af dette kaldes ormen "innkeeper worm" (kroværtsorm) på engelsk. Organismerne i tunnelerne omfatter den californiske sandmusling Cryptomya californica, ærtekrabber, rejer og ledome-familien Polynoidae. Fisken Clevelandia ios bruger indgangen til tunnelen som et tilflugtssted som den kan flygte til når den er truet. Ormens mave indeholder ofte mange trophozoiter af protozoen Zygosoma globosum.
Ormene har adskilte køn, og de har ekstern befrugtning. Æggene er lyserøde til gullige, og spermen er hvid. Den bliver frigivet til vandet gennem et par modificerede nephridia. Larven er planktonisk i omkring 60 dage før den slår sig ned på havbunden. De er stærkt tiltrukne til at slå sig ned i nærheden af andre artsfæller af et kemikalie som frigives fra ophobningerne på sandbunden.
Urechis caupo spises af bl.a. fladfisk, leopardhajer og havoddere. Den bruges også som madding ved fiskeri.